# حالتون (باكينجهامشير)
حالتون (بالإنجليزية: Halton, Buckinghamshire)‏ هي قرية وأبرشية مدنية تقع في المملكة المتحدة في إنجلترا. يقدر عدد سكانها بـ 935 نسمة .

## معرض صور

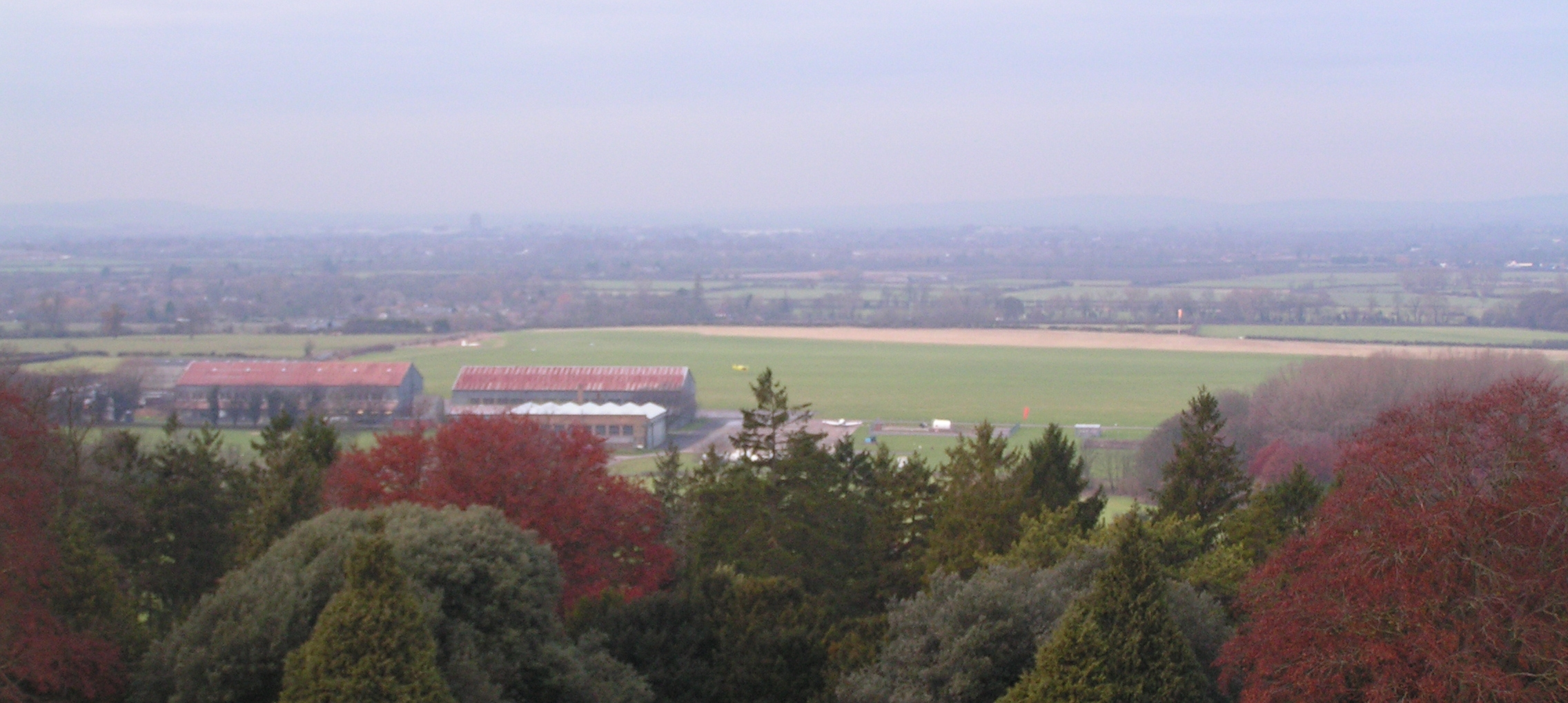
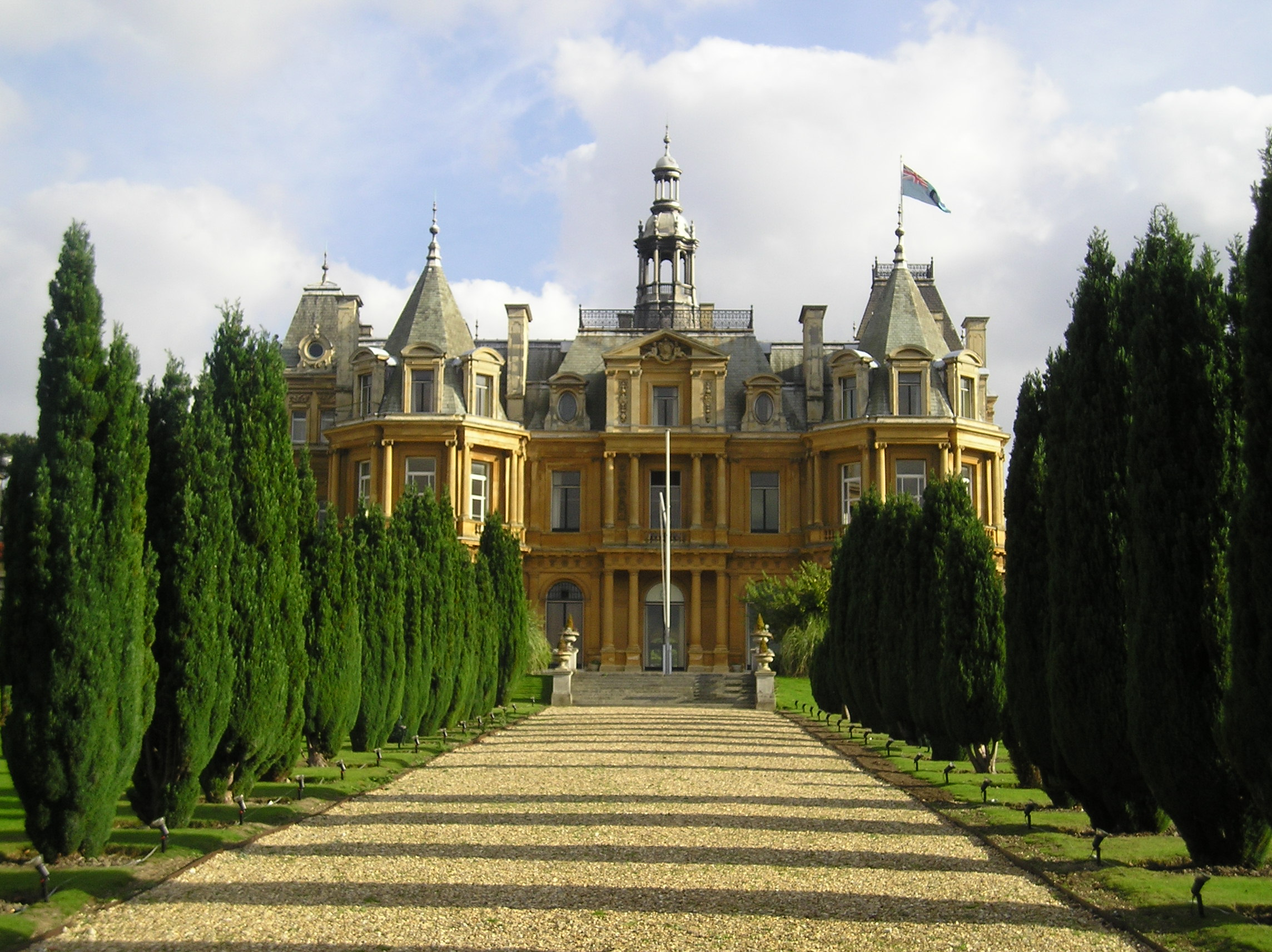
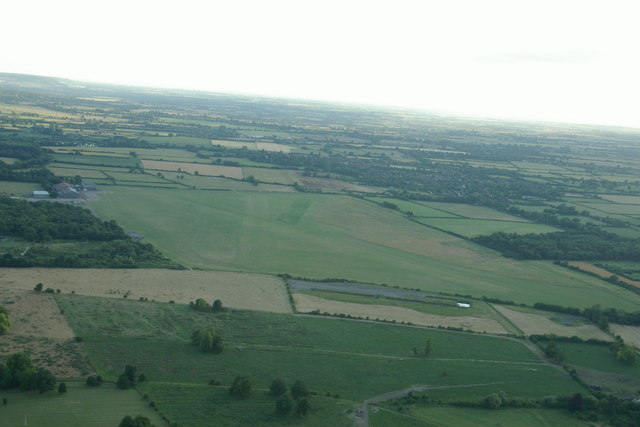
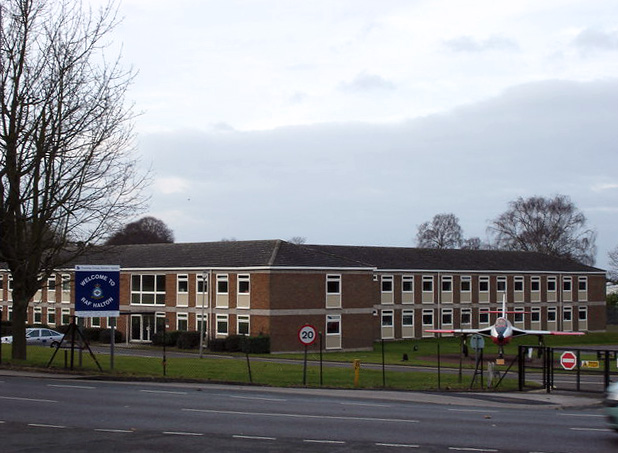